# Jungle Funk
Jungle Funk je bubenická a basová skupina tvořená Vinx De'Jon Parrette, Will Calhoun a Doug Wimbish. Počínaje rokem 1996 vykonali přes sto padesát představení po celé Evropě a Austrálii. Trio provedlo složitý hybrid R & B, drum and bass, dub, funk a soul music, které byly podpořeny vzorkováním a elektronickými perkussiemi. V roce 1998 vydali své eponymně debutové album Jungle Funk, které sestávalo ze záznamu jejich živého představení v Rakousku.

## Historie
Poté, co Living Colour se poprvé rozpustila v roce 1995, basák Doug Wimbish a bubeník Will Calhoun se stále zajímali o spolupráci. Vinx předtím hrál Afropop a jazz s Herbie Hancockem a Meshell Ndegeocello a Stingem. Společně vytvořili Jungle Funk v roce 1996 a začali hrát v Evropě. V roce 1998 podepsali smlouvu německému hudebnímu vydavatelství ESC Records, které vydalo jediné album Jungle Funk. Živé album bylo nahráno v dubnu a uvádělo vystoupení hudebníků Pete Holdsworth, Keith LeBlanc a Skip McDonald jako hosty.
Získali kritické ohlasy pro svou schopnost využívat složité digitální smyčky, vzorkování a elektronické perkuse v živém prostředí, bez nadměrných úderů.

## Diskografie

### Alba
- Jungle Funk (ECS, 1998)